# Академия тайн природы
Академия тайн природы (лат. Academia Secretorum Naturae) — одно из первых научных обществ, первая физическая академия создана в 1560 году в Неаполе Джамбаттиста делла Порта, итальянским врачом, философом, алхимиком.
Считается первой научной академией в Европе.

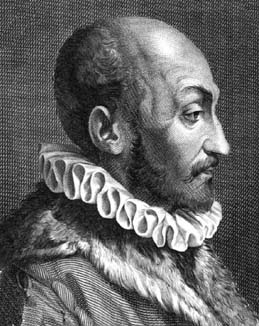
Джамбаттиста делла Порта

Первоначально Джамбаттиста делла Порта хотел приблизить других учёных к своим взглядам на его трактат «Magia naturalis» (1558) и сообща исследовать тайны природы.
Чтобы стать членом академии, необходимо было продемонстрировать, новое научное открытие, неизвестное ранее человечеству, в основном, в естественных науках; однако упор делался больше на «чудесное», чем на научный метод. Члены называли себя Otiosi (бездельники или люди досуга).
Академия просуществовала недолго, поскольку её подозревали в оккультизме.
Кардинал Католической Церкви Шипьоне Ребиба начал следствие, в ходе которого Джамбаттиста делла Порта и его «Академия тайн природы» в 1579 году были обвинёны инквизицией в связях с оккультизмом, колдовством и магией. Одним из главных обвинителей был юрист Жан Боден, который назвал Джамбаттиста делла Порта «ядовитым магом».
По указу Папы Римского Григория XIII Академия была закрыта в 1580 году.
Джамбаттиста делла Порта в результате не понёс никаких личных или церковных последствий. Его труд по криптологии под названием De furtivis literarum notis, опубликованный в 1563 году, был создан во времена существования академии.